# Sabaudia
Sabaudia település Olaszországban, Lazio régióban, Latina megyében. Lakosainak száma 19 434 fő (2023. január 1.). Sabaudia Latina, Pontinia, San Felice Circeo és Terracina községekkel határos.

## Népesség
A település lakossága az elmúlt években az alábbi módon változott:
| Lakosok száma | 20 613 | 20 536 | 19 434 |
|               | 2017   | 2018   | 2023   |